# Maria Kraftman

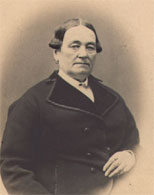
Maria Kraftman (1880)

Maria Kristina Kraftman (* 22. April 1812 in Oulu; † 28. September 1884 in Turku) war eine finnlandschwedische Schriftstellerin. Sie schrieb in ihrer Muttersprache Schwedisch.
Ihr einziger Roman "Så slutades min lek" (1848) war einer der ersten Romane, die in Finnland erschienen. Kraftman und ihr Buch werden im Werk von Heidi Grönstrand über die Rolle der Frauen bei der Entwicklung der literarischen Gattung des Romans ausführlich behandelt.

## Werk
- Så slutades min lek, en tafla ur lifvet. Turku 1848

## Digitalisiert
- Så slutades min lek http://bibbild.abo.fi/hereditas/romaner/slutades.html